# Micromorphus minimus
Micromorphus minimus är en tvåvingeart som först beskrevs av Van Duzee 1925.  Micromorphus minimus ingår i släktet Micromorphus och familjen styltflugor. Inga underarter finns listade i Catalogue of Life.